# Dicotomia clássica
Em macroeconomia, a expressão dicotomia clássica se refere a um conceito atribuído aos economistas clássicos de que variáveis reais e nominais podem ser analisadas separadamente. Para ser preciso, uma economia exibe a dicotomia clássica se variáveis reais, como o produto e taxas de juros reais, puderem ser completamente analisadas sem qualquer consideração a respeito de suas contrapartes nominais. Em particular, isso significa que o PIB real e outras variáveis reais  podem ser determinadas sem se conhecer os valores da oferta nominal de moeda ou a taxa de inflação. Uma economia exibe a dicotomia clássica se a moeda for neutra, isto é, se afeta apenas o nível de preços e não as variáveis reais.
A dicotomia clássica era parte integral do pensamento de alguns economistas pré-keynesianos (a moeda como um véu) como uma proposição válida no longo-prazo encontrada hoje na teoria macroeconômica novo-clássica. Keynesianos e monetaristas rejeitam a dicotomia clássica com o argumento de os preços são rígidos. Isto é, que os preços não se ajustam perfeitamente no curto-prazo, de forma que um aumento na oferta de moeda aumenta a demanda agregada e assim altera variáveis macroeconômicas reais. Pós-keynesianos também rejeitam a dicotomia clássica por diferentes razões, enfatizando o papel dos bancos de criar meios de pagamento, como na teoria monetária circular.

## Controvérsia
Don Patinkin (1954) desafiou a dicotomia clássica afirmando ser ela inconsistente, com a introdução do efeito Pigou de mudanças a oferta nominal de moeda. Os primeiros autores clássicos postularam que o dinheiro é inerentemente equivalente em valor à quantidade de bens que ele pode comprar. Portanto, em termos walrasianos, a expansão monetária aumentaria os preços proporcionalmente, anulando o efeito da expansão sobre o emprego ou o PIB. Patinkin argumentou que essa inflação não viria sem um distúrbio correspondente no mercado de bens. Conforme a oferta de moeda é aumentada, o estoque real de moeda excede o nível de equilíbrio (que equilibra a oferta e demanda de moeda), e assim o gasto no mercado de bens deve crescer para restabelecer o equilíbrio no mercado monetário. Isso aconteceria através do aumento do nível de preços no mercado de bens até que o excesso de oferta seja anulado em um novo ponto equilíbrio. Ele argumentou que a dicotomia clássica era inconsistente no sentido de que ela não permitia explicitamente esse ajuste no mercado de bens. Autores posteriores (Archibald & Lipsey, 1958) argumentaram que a dicotomia era perfeitamente consistente,vez que ela não tentava lidar com o processo dinâmico de ajuste, mas simplesmente expressaria uma fotografia estática dos equilíbrios inicial e final.

## Representação matemática
Se uma economia exibe a dicotomia clássica, então uma análise de estática comparativa pode ser feita usando uma matriz jacobiana em forma triangular. Isto é, suponha que 
{\displaystyle \mathbf {J} dy=dx}
onde {\displaystyle dx} representa algum choque exógeno (alterações no nível de produtividade, demanda agregada, oferta monetária, etc., ordenado de forma que todos os choques reais apareçam primeiro), {\displaystyle dy} representa a mudança nas variáveis endógenas (produto, emprego, preços, etc., novamente listando as variáveis reais primeiro). Então, a matriz J pode ser particionada em sub-matrizes como segue:
{\displaystyle \mathbf {J} ={\begin{bmatrix}A&0\\B&C\\\end{bmatrix}}}
Em outras palavras, quando a dicotomia clássica vale, é possível calcular como as variáveis reais se alteram invertendo apenas a sub-matriz {\displaystyle A}, assim excluindo todas as variáveis nominais da análise.